# 沈一鳴
沈 一鳴（シェン・イーミン、中国語: 沈 一鳴、1957年3月30日 - 2020年1月2日）は、中華民国の軍人である。
中華民国空軍一級上将（上級大将に相当）である。国防部参謀本部情報参謀次長室中将次長、空軍作戦指揮部指揮官、国防部参謀本部副参謀総長、国防部常務次長、空軍司令、国防部参謀本部参謀総長等の役職を歴任した。
2020年1月2日に発生した2020年新北市ヘリコプター墜落事故により殉職した。

## 生涯

### 幼少期
沈は中華民国台湾省陽明山管理局士林鎮（現・台北市士林区）で生まれた。沈一家の祖籍は江蘇省宜興市にあった。空軍幼年学校（現・中正国防幹部預備学校）時代の同級生である盧耀欽によれば、沈の母親は聴覚障害者であり、父親は技師であったものの、職場での事故により、沈が生まれてからすぐに妻子を残して亡くなったという。その後、長男として、沈は建国国民中学（現・台北市立建国高級中学）に入学したものの、弟の世話を助け、母親の負担を減らすために、建国中学での勉強を諦め、1972年8月に屏東県東港鎮にて入隊し、空軍幼年学校（現・中正国防幹部預備学校）へと進学した。

### 空軍官校時代
1975年に、沈は空軍軍官学校に入学し、1979年に第60期生（68年班）の首席として卒業した。同級生には、元国防大学学長である呉万教や、空軍作戦指揮官などを務めた柯文安がいる。

### 大漠計画
空軍官校卒業後、沈は中華民国空軍に所属し、1980年代には「大漠計画」の第8次派遣隊の一員として、サウジアラビアへと派遣された。この計画は、表向きはサウジアラビアへの派遣計画であったが、実際は、当時紛争中であり、直接的には国交が無かった北イエメンの赤化を阻止するために、北イエメンへの軍事支援を行う計画であった。沈は現地民に同化するために、中東独特のひげを生やし、現地語を学びながら、北イエメンに1年間駐留した。

### 帰国とミラージュ2000
台湾へと帰国した後、沈は三軍大学（現・国防大学）の空軍指揮参謀学院に入学し、1992年に卒業した。
台湾空軍は1998年4月15日に、最初のミラージュ2000-5中隊を結成し、沈は部隊の測戦中心主任を務めた。この時、漢光演習でのテスト項目の1つであったMICAの性能テストを、第11大隊大隊長・林清添や第41中隊中隊長・呂楽生らとタスクフォースを組み、継続的にテストした。MICAは当時フランスから新たに購入したミサイルであった。
また、沈は語学力を買われ、フランス空軍にてミラージュ2000の操縦についての指導と訓練を受け、首席飛行官となった。

### 空軍戦争大学の卒業とその後
沈はさらなる研究を行うために、アメリカの空軍戦争大学の修士課程に入学し、2002年に卒業した。卒業後は、副参謀総長や国防部常務次長、空軍司令、国防部軍政副部長等を歴任した。2019年6月27日には、国防部参謀本部の参謀総長に任命され、7月1日から務めていた。

### 墜落事故による殉職と死後
2020年1月2日、沈は春節の激励を行うために、宜蘭県東澳渓へと向かう予定であった。沈は12名の将軍・軍人とともに空軍のUH-60 ブラックホークに搭乗し、午前7時50分に松山空軍基地を離陸した。しかし、離陸から17分後（13分後という報道もある）にあたる午前8時7分頃に、機体は新北市烏来区付近で墜落し、航空レーダーから消失した。事故発生後、軍や警察、新北市政府消防局や宜蘭県消防局等が人員を派遣し、山中で捜索を始めた。午前10時50分に、国防部は記者会見を開催し、ヘリが烏来区の桶後渓に墜落したことを発表した。国防部は午後に再び記者会見を開き、搭乗していた13人中5人を救助し、沈を含む8人の死亡を確認したと発表した。享年65歳。

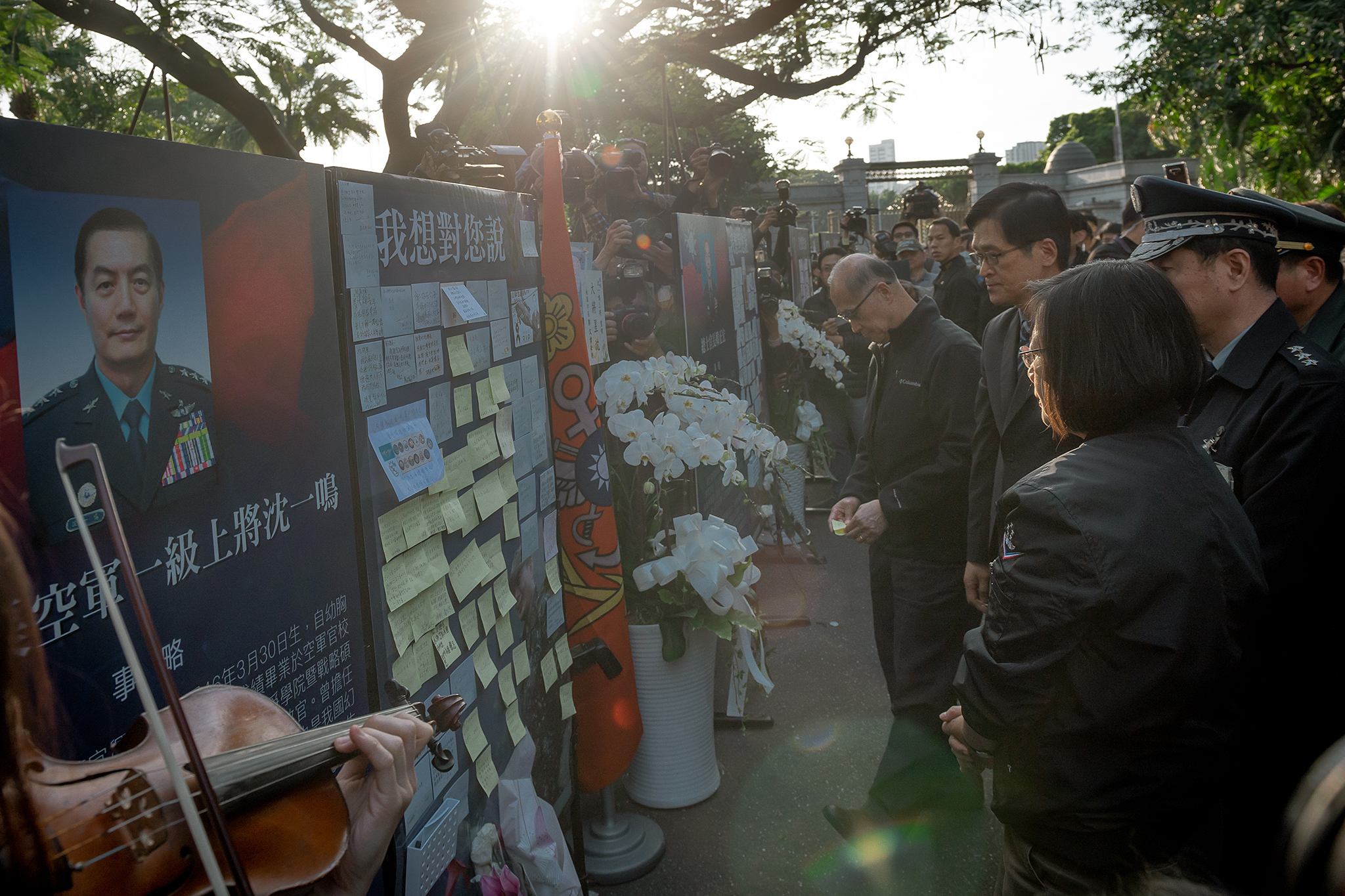
事故後、台北賓館内に設置された沈一鳴の追悼用の壁

沈は殉職した中華民国国軍の軍人として史上最高位にいたため、総統である蔡英文は、軍の全部隊に3日間半旗にするよう指示を出した。また事故発生の翌日にあたる1月3日付で、二級上将から一級上将に昇格、青天白日勲章を追贈した。さらに、沈を含む事故で殉職した8人の犠牲者を追悼する場として、1月4日・5日に台北賓館の開放を承認し、台北賓館を訪れた多くの人が哀悼の意を示した。
沈の死は国内だけでなく、在任中に防衛面で協力を行っていたアメリカの軍人や政界も彼の死を惜しんだ。アメリカ統合参謀本部議長であるマーク・ミリーは、米軍の代わりに事故の犠牲者に哀悼の意を示し、沈に関して「台湾国民に格別の指導者であり、台湾の防衛や地域の安全保障の覇者として記憶されるだろう」と述べた。アメリカを代表して、米国在台湾協会は墜落事故に深く悲しんでいることを文書で公表し、「近年まで、米国在台湾協会の同僚は、沈参謀総長や殉職した他の同僚の方と楽しく協力し、米台間の安全保障協力を促進してきた。」と述べた。また、協会は哀悼の意を込め、事件の翌日に台北市内湖区にある新館のアメリカ国旗を半旗とした。
1月13日、国防部は沈を含む殉職した兵士の告別式を行った。棺を乗せた車列は、午後5時に台北市内の三軍総医院を出発後に、国防部にて30秒停車したのち、空軍司令部、海軍司令部を回った後に、最終的に空軍松山基地の指揮部へと向かう計13 kmのルートを回った。このルート内には官僚、兵士、市民が敬礼できるポイントが37か所設定された。車列が国防部に停車した際、蔡英文は国防部長・厳徳発、前国防部長・馮世寛、国家安全会議秘書長・李大維らを含めた館内の全ての官僚と兵士を率いて車列を迎え、追悼の意を込めて直接車列に挨拶を行った。

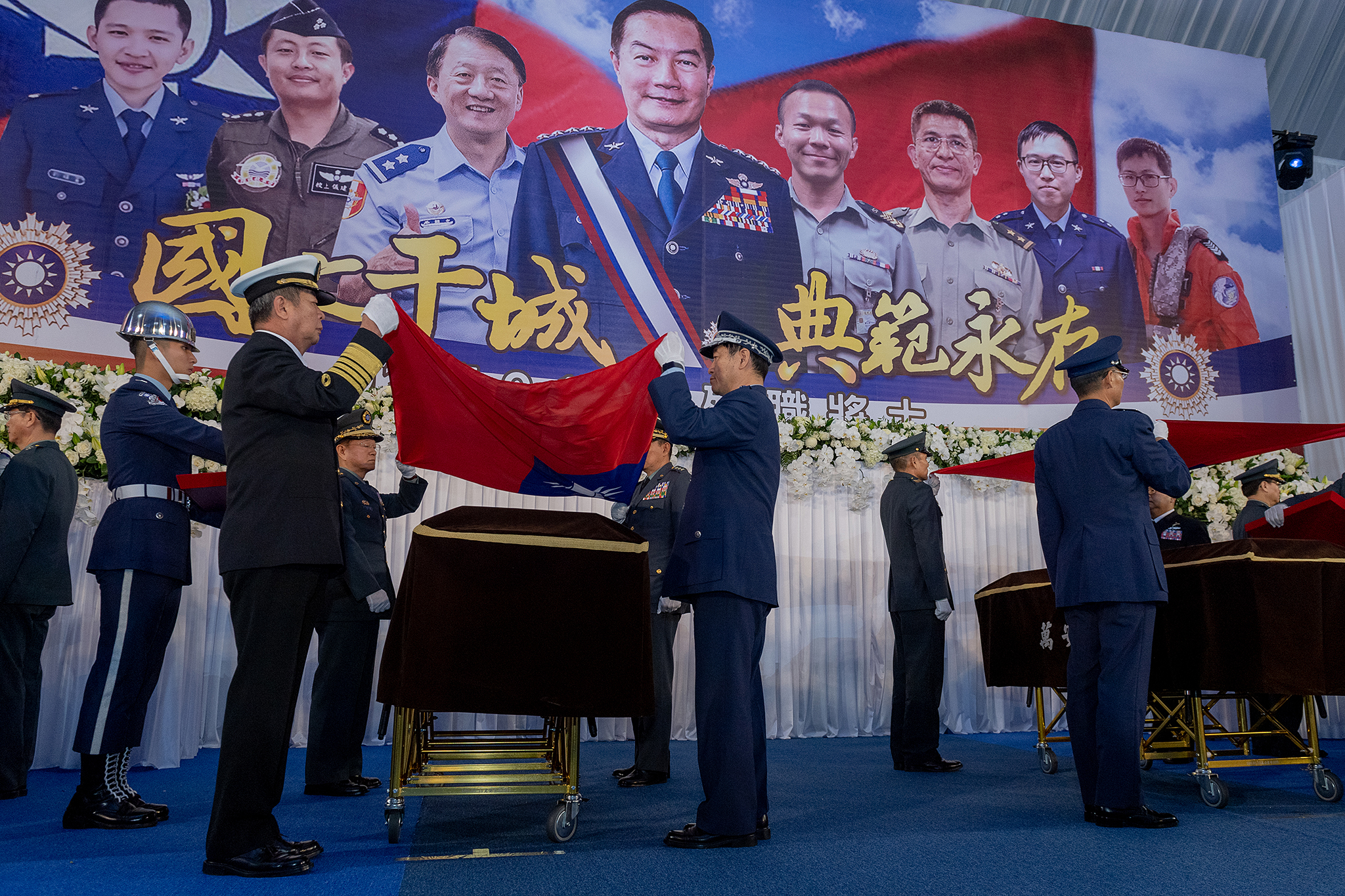
松山空軍基地で行われた合同葬儀。沈の棺上で中華民国国旗を掲げているのは、海軍司令・黄曙光、空軍司令・熊厚基、国防大学校長・王信龍、陸軍司令・陳宝餘。

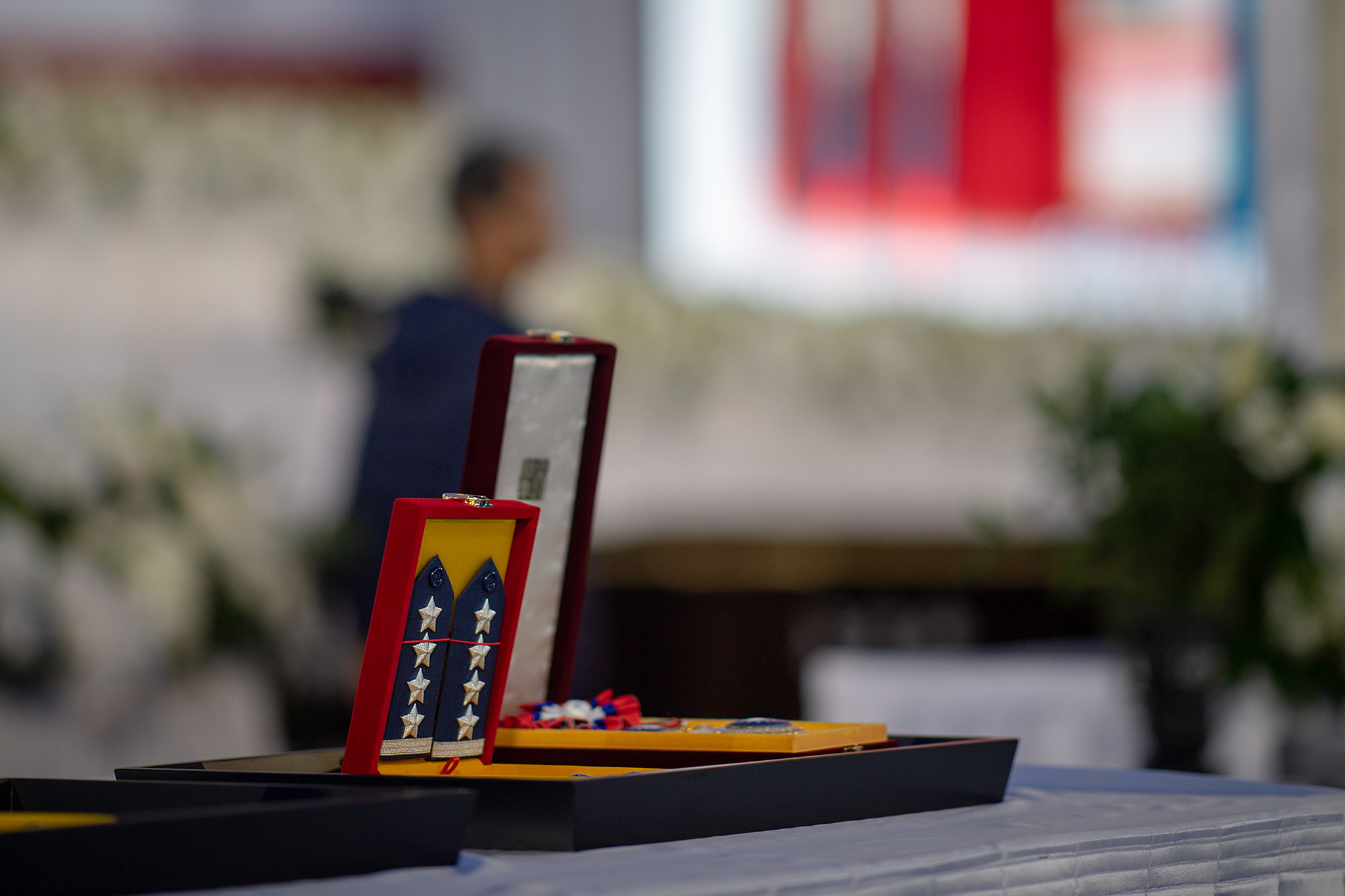
死後、沈に追贈された一級上将の階級章と青天白日勲章

1月14日に、沈を含む犠牲者の合同葬儀が蔡英文主催の元、空軍松山基地で実施された。参列者には、米国在台湾協会会長・ブレント・クリステンセンの他、台湾軍の合同葬儀としては久しぶりに現役のアメリカ軍准将と軍曹が参列した。この他にも、日本や大韓民国、シンガポール、フランスなどの国の駐台代表（事実上の駐台大使）が参列した。葬儀では、殉職した兵士の昇進式、表彰、追悼を目的とした映画の放映、国旗の掲揚などが行われた後、数機のUH-60 ブラックホークとミラージュ2000がミッシングマンフォーメーションで追悼飛行を行った。蔡英文は合同葬儀後の記者会見にて、沈と同じく殉職した士官長・韓正宏が生前推進していた、空降特戦部隊、航行する軍人、専業士官長への3つのボーナス支給政策を実施することを発表した。
葬儀後、沈の遺体は新北市汐止区にある国軍示範公墓に埋葬された。

## 勲章
- 雲麾勲章（中国語版） (特種)
- 忠勤勲章
- 乙種二等 (略綬)、光華奨章